# Prudiszczi (obwód włodzimierski)
Prudiszczi (ros. Прудищи) – wieś (dieriewnia) w Rosji, w obwodzie włodzimierskim, w rejonie muromskim. W 2010 liczyła 265 mieszkańców.